# Ansar (islam)
Los ansaríes o Anṣār (en árabe: الأنصار, al-Anṣār, lit. 'Los Ayudantes') eran los habitantes locales de Medina (Yathrib) que, según la tradición islámica, se convirtieron al islam y aceptaron en sus casas al profeta islámico Mahoma y a sus seguidores (al-Muhaŷirun) cuando emigraron de La Meca en lo que se conoce como la Hégira. Los ansaríes pertenecían principalmente las tribus de los Azdís, los Banū Jazrach y los Banū Aus. Anṣār es un término islámico aplicado originalmente a algunos de los acompañantes del profeta Mahoma.
Cuando Mahoma dejó La Meca para ir a Yathrib, los Anṣār fueron las personas que le dieron ayuda y quienes se volvieron unos devotos seguidores, prestando servicio en su ejército. El término reapareció en el siglo XIX para referirse a los adeptos del sudanés Muhammad Ahmad, a sus descendientes o a su sucesor.

## Antecedentes
Los yatribíes o medinenses, que estaban compuestos por los Banu Aus y Banu Jazrach, junto con sus aliados judíos, los Banu Nadir, los Banu Qurayza y los Banu Qainuqa, llevaban años envueltos en conflictos como en las batallas de Sumair, de Banu Yahyaja de Aus-Banu Mazin de Jazrach, la batalla del día de Sararah, la batalla de Banu Wa'il ibn Zayd, la batalla de Zhufr-Malik, la batalla de Fari', la batalla de Jathib, la batalla del día de Rabi', la primera batalla de Fiyar en Yathrib, la batalla de Ma'is, la batalla de Mudharras, y la segunda batalla de Fijar en Yathrib. Los medineses habían luchado incluso contra invasores extranjeros llegados de fuera del Hiyaz, entre ellos, Sapor II del Imperio Sasánida con resultados relativamente imprecisos, y también habían participado en la exitosa defensa contra el Reino Himyarita bajo su soberano, el tabban Abu Karib, que también era conocido como Dhu al-Adh'ar. Sin embargo, el conflicto más terrible tanto para los Aus como para los Jazrach fue una guerra civil en la que se enfrentaron, la llamada batalla de Bu'ath, que dejó un sabor amargo para ambos clanes, e hizo que se cansaran de la guerra, debido al grado excepcionalmente alto de violencia, incluso para sus estándares, y las masacres innecesarias que ocurrieron durante esa batalla.

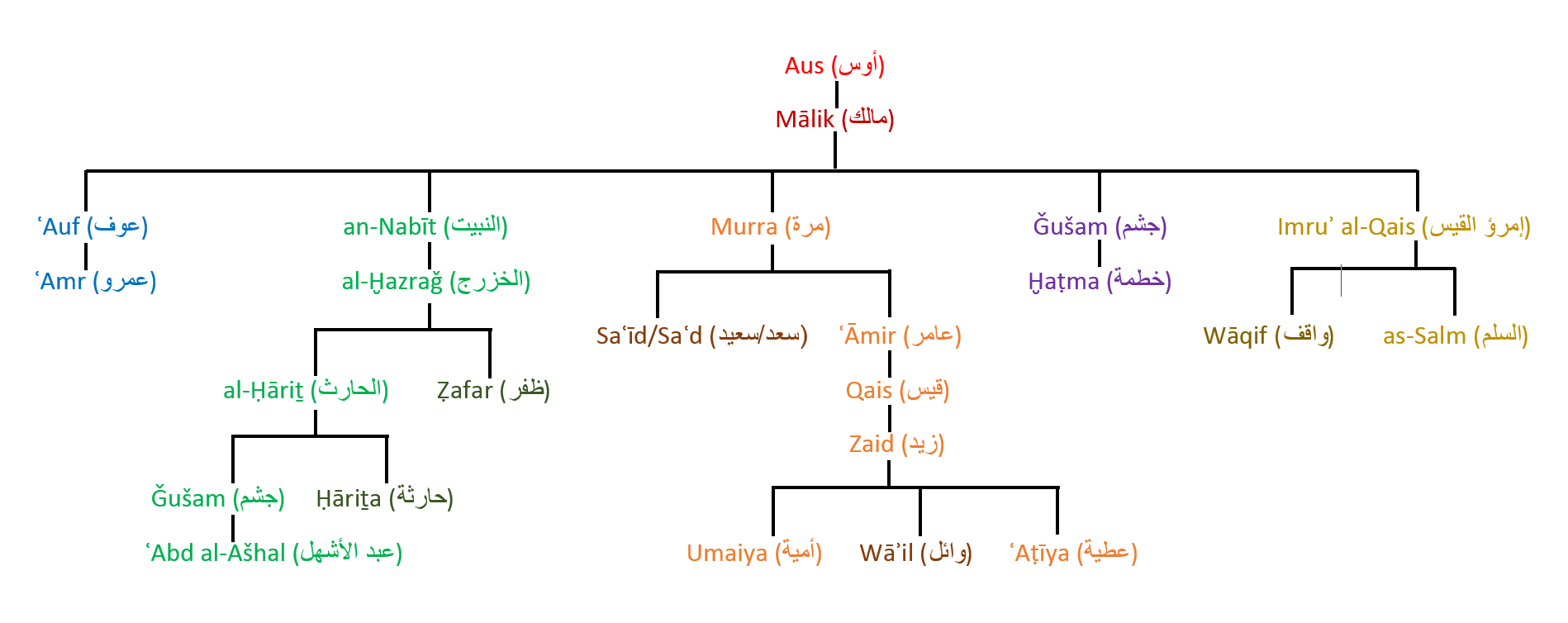
Ramas de los Banu Aus

Así pues, en busca de luces y buscando el arbitraje de terceros, los yatribíes juraron su lealtad a Mahoma, un coraichita de La Meca que predicó la nueva fe del Islam durante la peregrinación medina a la Kaaba. Como Mahoma logró convencer a muchos notables tanto de entre los Aus como de los Jazrach, entre los que también se encontraba Abbad ibn Bishr, quien fue convencido personalmente de su causa en su nueva fe por uno de los muhayirun llamado Mus'ab ibn Umayr, los jefes de las tribu de Aus y Jazrach, en particular Sa'd ibn Mu'adh, Usaid Bin Hudair, Saʽd ibn ʽUbadah, y As'ad ibn Zurara acordaron abrazar el Islam y nombrar a Mahoma como árbitro y líder de facto de Medina. En poco tiempo, Abbad y otros habitantes de Yathrib acordaron dar refugio a los musulmanes de La Meca que eran perseguidos por politeístas coraichitas, al tiempo que acordaron cambiar el nombre de su ciudad de Yathrib a Medina, en tanto la palabra Yathrib tenía una mala connotación en árabe.

## Batallas en las que los Ansar ayudaron a Mahoma
Los ansares ayudaron a Mahoma en varias batallas. Una de las primeras incursiones en las que le ayudaron fue la de la Patrulla de Buwat. Un mes después de la incursión en al-Abwa ordenada por Mahoma, éste comandó personalmente a doscientos hombres, entre muhayires y ansares, a Bawat, un lugar en la ruta de las caravanas de los mercaderes coraichitas. Iba un rebaño de mil quinientos camellos, acompañados por cien jinetes bajo el mando de Umayyah ibn Khalaf, un coraichita. El objetivo de la incursión era saquear esta rica caravana coraichita, pero no se produjo ninguna batalla y la incursión no dio lugar a ningún botín. Esto se debió a que la caravana tomó una ruta desconocida. Mahoma subió entonces a Dhat al-Saq, en el desierto de al-Jabar. Allí rezó y se construyó una mezquita en el lugar.

## Tras la muerte de Mahoma

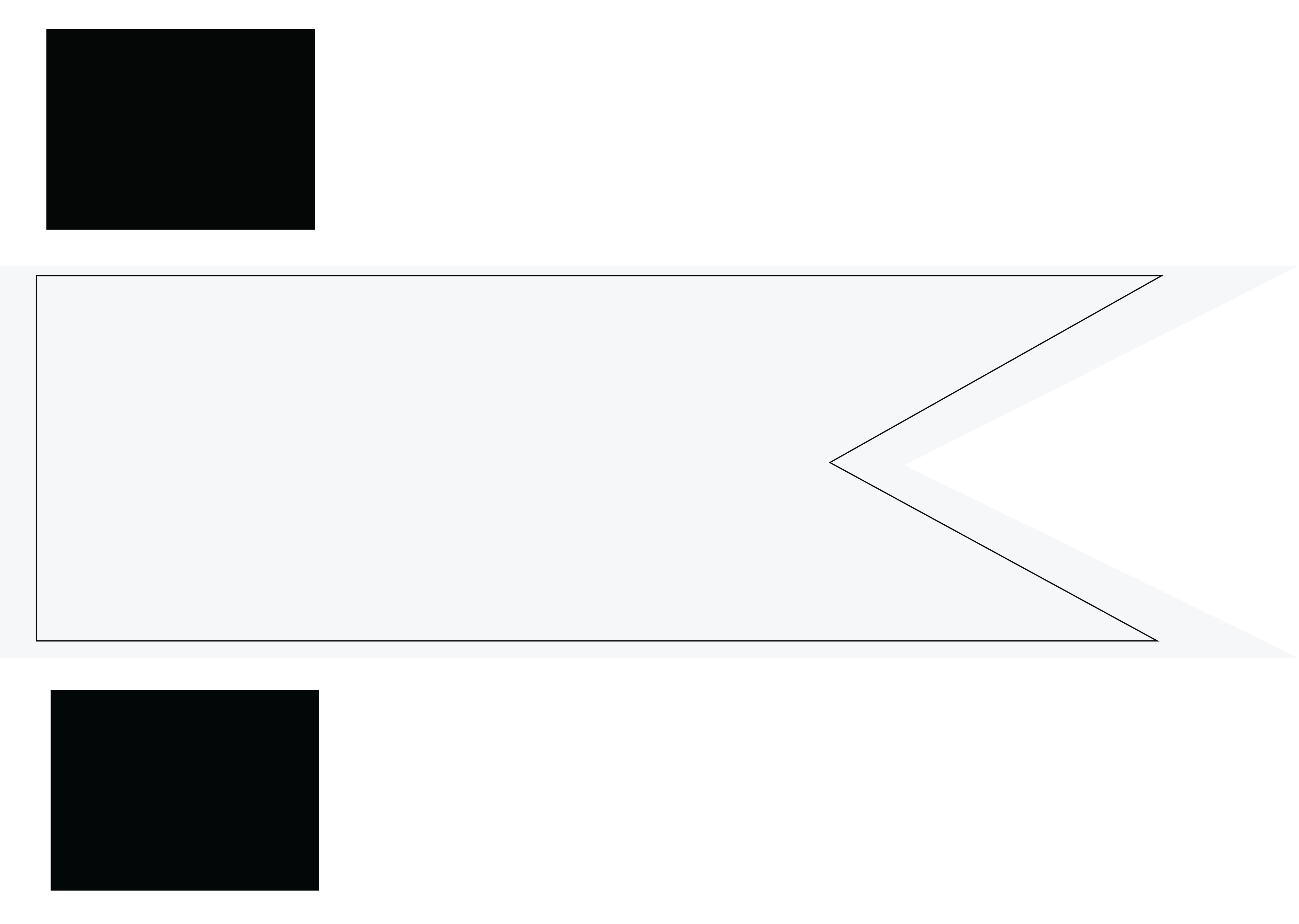
Estandarte de los Ansar en la batalla de Siffín

Durante el mandato de los califatos posteriores a Mahoma, los ansar se convirtieron principalmente en elementos militares importantes en muchas conquistas, como se indica con el nombramiento de Thabit bin Qays bin Shammas, un orador de los ansar, para dirigir a los ansar en apoyo de Jálid ibn al-Walid en la batalla de Buzakha en tiempos del califa Abu Bakr. Más tarde, desempeñaron un papel destacado en la batalla de Yamama, en la que los ansar bajo el mando de Al Bara bin Málik Al-Ansari cargaron en un momento peligroso de la batalla, marcando su punto de inflexión. En la batalla de Yamama también cayó el guerrero más destacado de los ansar, Abu Dujana.
Durante el califato de Úmar, destacados ansaríes contribuyeron en gran medida durante las campañas contra Bizancio. El jefe ansarí 'Ubadah ibn al-Samit en particular desempeñó muchos papeles importantes durante la conquista musulmana de Egipto y la conquista musulmana de Levante bajo el mando de Abu Ubáidah, Jálid ibn Walid, Amr ibn al-Aas y Muawiyah.
En el año 24/645, durante el califato de Uthmán ibn Affán, destacados ansaríes también ocuparon cargos importantes como Al-Bara' ibn `Azib que fue nombrado gobernador de al-Ray (en Persia). Eventualmente se retiró a Kūfā y allí murió en el año 71/690.
Durante la época omeya, los ansar se convirtieron en una facción política opuesta al régimen. Se les describe como estrechamente afiliados al Contingente del Clan Hashim más que a los Omeya en funciones. Se dice que estas conexiones entre los Ansar y los Hashim formaron una nueva élite política local hegemónica en el Hiyaz.